# Sidelinien
Sidelinien (eller sidelinien.dk, forkortet SL) er et internetbaseret debatforum beregnet til diskussion af fodboldrelaterede emner primært omhandlende fodboldklubben F.C. København og den officielle fanklub F.C. København Fan Club (FCKFC). Ifølge forummets egen statistiske oplysninger er der blevet skrevet over 500.000 indlæg af over 46.000 registrerede brugere, hvoraf godt 40.000 brugerkontoer er aktive(pr. 24. december 2010), mens omkring 2.000 brugere i gennemsnit har deltaget på debatforummet dagligt, hvilket har genereret op imod to millioner hits om måneden (pr. sommeren 2004). Debatsiden blev lanceret i slutningen af januar måned 1998 som et alternativt tilbud til supportere af den danske fodboldklub samt medlemmer af FCKFC, der siden august 1999 har stået bag ejerskabet og ansvaret for administrationen af siden. Emner diskuteret af fodboldklubbens tilhængere på Sidelinien har fundet vej til avispublikationer og nyhedsmedier sammen med ord og vendinger, der er opstået på FCKFC's debatforum.

## Debatforummets historie
Debatforummet lanceredes den 21. januar 1998 af den tidligere fan-fraktion Fusionsnipserne, der var en gruppering bestående af ni personer, som en undersektion (www.sidelinien.fusionsnipserne.dk) på deres uofficielle fanside (www.fusionsnipserne.dk) omhandlende den københavnske fodboldklub F.C. København. Debatforummet etableredes som en lille, beskeden alternativ deltagelsesform i forhold til "FC Københavns mailing-liste" (på fck@isfa.com; hos den daværende gratisudbyder ISFA), der havde eksisteret siden 16. februar 1996 og blev startet af Frank Ross på fck@mit.edu hos amerikanske Massachusetts Institute of Technology (MIT) under navnet "FCK Mailing List". Domænenavnet, www.sidelinien.dk, blev registreret og erhvervet den 18. august 1998. I løbet af godt et års tid var debatforummets popularitet som FCK-fansenes elektroniske mødested vokset i en sådan grad, at man ikke længere kunne løfte den økonomiske og arbejdsmæssige opgave. På dette tidspunkt havde F.C. Københavns officielle websted, www.fck.dk, en direkte henvisning til Sidelinien, hvor man ligeledes havde et samarbejde med Fusionsnipserne omkring den organiserede statistikdel.
Den uafhængige hjemmeside valgte i august måned 1999 derfor at overlade ejerskabet og ansvaret for den daglige administration og styring af fandebatten til den officielle fanklub, F.C. København Fan Club (FCKFC), og dets udvalg, debatredaktionen, der videreførte foraet under det samme navn. Fusionsnipserne foretog de sidste redigeringer til deres hjemmeside med udgangen af 1999/2000-sæsonen. I den første tid lå debatforummet som en underside på den officielle hjemmeside (URL-adresserne: www.fckfc.dk/cgi-bin/sidelinien.cgi og www.fckfc.dk/sidelinien/), men man valgte omkring år 2003 at flytte fanforummet til et separat domæne, www.sidelinien.dk. I sommeren 2004 var antallet af registrerede brugere nået op på 4.000 stk. og med 2.000 daglige besøgende generedes op imod to millioner hits om måneden. Dagen efter F.C. København havde sikret sig det danske mesterskab i 2002/2003-sæsonen blev Sideliniens hidtidig mest besøgte dag med op imod 4.500 individuelle besøgende.
Som internet forum software benyttes vBulletin, skrevet i PHP og med MySQL som bagvedliggende database, fra Jelsoft Enterprises Ltd., hvor man tidligere anvendte opslagstavle-systemet WebBBS i en version modificeret af Fusionsnipserne og det PHP/MySQL-baserede message board ParaForum skrevet af Piotr Czarny. Ved den oprindelige udformning af diskussionsforummet kunne man indsende nye indlæg uden tidsmæssige restriktioner og uden at være oprettet som bruger, mens usaglige indlæg ville blive slettet, så snart en moderator opdagede dem. Deltagelsen i debatter på Sidelinien er sidenhen blevet skærpet, så de første par indlæg man indsender, efter en gratis oprettelse af en anonym brugerkonto, nu skal igennem en godkendelsesproces af Debatredaktionen før deres endelige offentliggørelse. De samme grundlæggende regler for en anstændig debat og webetikette på Sidelinien er dog forblevet de samme igennem årene. Oprindeligt var debatforummet opbygget i en træstruktur således, at de seneste 400-500 indlæg var synlige i en oversigt, mens ældre indlæg automatisk forsvandt fra hovedvinduet. Med stigningen i debatforaets popularitet blev indlæggene i stedet omgrupperet i en række underliggende forums, som den besøgende selv skulle klikke sig frem til i oversigterne.
Sidelinien er udstyret med et chatroom, "BlaBlaBla...", populært og blandt brugerne kaldet for "Skakten". Skakten er velbesøgt af både gamle hardcore fans og nytilkomne. I "Skakten" chattes der ofte på "lolsk" (sms-sprog) og med hyppig brug af brugernes mere eller mindre selvopfundne særudtryk.

## Nyhedsformidler og den populærkulturelle påvirkning
Emner diskuteret på Sidelinien har tillige fundet vej til traditionelle avispublikationer, ugeblade, månedsblade og internetbaserede nyhedsmedier, hvor mange kritiske udtalelser, meningstilkendegivelser og afholdte afstemninger er blevet udlagt som udtryk for de gennemgående holdninger og ønsker blandt fodboldklubbens tilhængere og fanmiljøet omkring klubben. Dette er blandt andet sket i forbindelse med negativ kritik af klubbens cheftrænere og fodboldspillere efter betydningsfulde nederlag, resultatmæssige kriser og utilfredsstillende præstationer, ved skader og sundhedssituationen hos fodboldspillerne, omkring Parkens beskaffenhed og i spørgsmål om mulige afskedigelser og hyringer af fodboldspillere, sportschefer og andre ansatte. Journalister på aviserne Politiken, Ekstra Bladet og Berlingske Tidende formåede i slutningen af 1990'erne at basere flere artikler omhandlende hovedsponsorkontrakten med Carlsberg og tilgangen af den danske offensivspiller Brian Laudrup fra den engelske Chelsea F.C. på rygter og børsrelevante informationer fremkommet af anonyme debattørers indlæg på Sidelinien, der på dette tidspunkt fejlagtigt blev tolket som F.C. Københavns officielle organ.
Tilnavne og vendinger, opfundet af brugerne på fanklubbens debatforum, har også fundet vej til medierne og blevet en del af populærkulturen. PARKEN Sport & Entertainment's tidligere bestyrelsesformand, Flemming Østergaard, fik tilnavnet "Don Ø" efter det for første gang var optrådt på Sidelinien. En benævnelse, som fankulturen omkring F.C. København, fodboldkredse i Danmark samt den danske sportspresse tog til sig som et almindeligt anvendt synonym og som Østergaard i 2008 fik beskyttet som et registreret varemærke hos Patent- og Varemærkestyrelsen. Blandt klubbens spillere, blev den brasilianske offensivspiller Álvaro Santos en publikumsyngling i løbet af sine tre år med F.C. København og fik tilnavnet "Verdens Flinkeste Mand" (forkortet VFM), hvilket sidenhen er blevet anvendt i diverse artikler vedrørende angriberen.

## Optaktstråde
Til alle kampe, som F.C. København spiller, bliver der lavet en optaktstråd til den pågældende kamp. 
Trådene findes primært under "De korte linier"

## Ekstern henvisning
- Officiel hjemmeside for Sidelinien – FCKFC Forum